# Regierungsbezirk Münster
Münster is een van vijf Regierungsbezirke (regio's) van Noordrijn-Westfalen, een deelstaat van Duitsland. Het ligt in de grensregio tegen Nederland, ten zuidoosten van Twente en ten oosten van de Achterhoek.
| Kreise                                                            | Kreisfreie Städte                      |
| ----------------------------------------------------------------- | -------------------------------------- |
| 1. Borken 2. Coesfeld 3. Recklinghausen 4. Steinfurt 5. Warendorf | 1. Bottrop 2. Gelsenkirchen 3. Münster |

## Aangrenzende regio's
| Aangrenzende regio's        | Aangrenzende regio's     | Aangrenzende regio's    | Aangrenzende regio's | Aangrenzende regio's      |
| --------------------------- | ------------------------ | ----------------------- | -------------------- | ------------------------- |
| Overijssel (NL)             |                          | Weser-Ems (Nedersaksen) |                      |                           |
|                             |                          |                         |                      |                           |
| Gelderland (NL)             | Regierungsbezirk Detmold |                         |                      |                           |
|                             |                          |                         |                      |                           |
| Regierungsbezirk Düsseldorf |                          |                         |                      | Regierungsbezirk Arnsberg |

## Geschiedenis
De oprichting van het Regierungsbezirks ligt  in de Preußische Verordnung über die verbesserte Einrichtung der Provinzialbehörden van 30 april 1815. Destijds werd de Pruisische regering en bestuurlijke indeling ná het Congres van Wenen nieuw ingedeeld en de provincies in totaal 28 Regierungsbezirke ingedeeld, één daarvan was het Regierungsbezirk Münster. Daarin werden gebieden uit het voormalige territorium van het Oberstift Münster, het Vest Recklinghausen, het Graafschap Tecklenburg, het bovenste Graafschap Lingen, het Graafschap Steinfurt, de Heerlijkheid Anholt en de Heerlijkheid Gemen opgenomen. Later werden daar nog kleinere gebieden aan toegevoegd die voordien tot het Graafschap Mark behoorden. Net als binnen de overige Regierungsbezirken ging ook de regering van Münster van start op 22 april 1816. De bestuurlijke indeling vanaf 1816 was als volgt:
Kreise:
1. Kreis Ahaus (tot 31 december 1974, aansluitend deel van Kreis Borken)
2. Kreis Beckum (tot 31 december 1974, aansluitend deel van Kreis Warendorf)
3. Kreis Borken (vanaf 1 januari 1975 met de Kreis Ahaus en de stad Bocholt)
4. Kreis Coesfeld (vanaf 1 januari 1975 met grote delen van de Kreis Lüdinghausen en delen van de Kreise Münster)
5. Kreis Lüdinghausen (tot 31 december 1974, aansluitend opgedeeld over de Kreis Coesfeld, de Kreis Warendorf en de Kreis Unna [in het Regierungsbezirk Arnsberg]; Bockum-Hövel wordt door de stad Hamm [in het Regierungsbezirk Arnsberg] geannexeerd)
6. Kreis Münster (tot 31 december 1974, daarna opgedeeld tussen de kreisfreie stad Münster en de Kreis Coesfeld, de Kreis Steinfurt en de Kreis Warendorf)
7. Kreis Recklinghausen (vanaf 1 januari 1975 met de tot dan kreisfreie steden Recklinghausen en Castrop-Rauxel voorheen in het Regierungsbezirk Arnsberg], vanaf 1 juli 1976 ook met de tot dan kreisfreie stad Gladbeck)
8. Kreis Steinfurt (vanaf 1 januari 1975 met de Kreis Tecklenburg en delen van de Kreis Münster)
9. Kreis Tecklenburg (tot 31 december 1974, aansluitend deel van Kreis Steinfurt)
10. Kreis Warendorf (vanaf 1 januari 1975 met grote delen van de Kreis Beckum en delen van de Kreis Münster en de Kreis Lüdinghausen)

Kreisfreie steden:
1. Bocholt (vanaf 1 januari 1975 deel van de Kreis Borken)
2. Bottrop (vanaf 1 januari tot en met 5 december 1975 met de kreisfreie stad Gladbeck en Kirchhellen, Kreis Recklinghausen vergroot, vanaf 1 juli 1976 kwam Kirchhellen bij Bottrop)
3. Gelsenkirchen (vanaf 1 januari 1975 met kleine delen van de voormalige gemeente Altendorf-Ulfkotte uit Kreis Recklinghausen)
4. Gladbeck (van 1 januari tot en met 5 december 1975 in de stad Bottrop, aansluitend weer kreisfrei, vanaf 1 juli 1976 in de Kreis Recklinghausen)
5. Münster (vanaf 1 januari 1975 met ettelijke gemeenten van de Kreis Münster)
6. Recklinghausen (vanaf 1 januari 1975 deel van de Kreis Recklinghausen)